# Orchomene abyssorum
Orchomene abyssorum är en kräftdjursart som beskrevs av Stebbing 1888. Orchomene abyssorum ingår i släktet Orchomene och familjen Lysianassidae. Inga underarter finns listade i Catalogue of Life.